# Tylimanthus ruwenzorensis
Tylimanthus ruwenzorensis là một loài rêu trong họ Acrobolbaceae. Loài này được S.W. Arnell mô tả khoa học đầu tiên năm 1956.